# Rosa Díaz Moles
Rosa Díaz Moles es una matemática experta en seguridad informática española, y cofundadora de la organización Women4Cyber Spain (W4C Spain), una comunidad dedicada a fomentar la diversidad y la inclusión en el sector tecnológico. Desde 2019, es la directora general del Instituto Nacional de Ciberseguridad de España (INCIBE). En 2021, fue galardonada con la Medalla al Mérito en la Ciberdefensa en la Feria Internacional de Defensa y Seguridad (FEINDEF).

## Trayectoria
Díaz es licenciada en Ciencias Exactas por la Universidad Autónoma de Madrid y también cursó un Programa de Dirección General en la escuela de negocios IESE Business School de la Universidad de Navarra. De 2014 y 2018 fue directora general de la empresa de soluciones de seguridad informática Panda Security. También ocupó el cargo de directora de soporte en Santander Elavon Merchant Services y el de directora de operaciones en la división de pymes y autónomos y formación en la multinacional de software Sage.
Entró a formar parte del Instituto Nacional de Ciberseguridad (INCIBE) en junio de 2019, como subdirectora de Apoyo a Empresas e I+D+i de la entidad. En noviembre de ese año, fue nombrada directora general de INCIBE, convirtiéndose en la primera mujer en ocupar este puesto. En junio de 2022, se convirtió en directora del Observatorio Nacional de Tecnología y Sociedad (ONTSI), entidad pública empresarial dentro de Red.es, perteneciente al Ministerio de Transformación Digital.
Además, Díaz Es cofundadora y vicepresidenta de Women4Cyber Spain (W4C Spain), una iniciativa que trabaja por la visibilización del papel de la mujer en ciberseguridad en España, así como la diversidad de género en el sector.

## Reconocimientos
En octubre de 2021, se le otorgó la Medalla al Mérito en la Ciberdefensa, en la Feria Internacional de Defensa y Seguridad (FEINDEF). Y, desde junio de 2024, es Colegiada de Honra del Colexio Profesional de Enxeñaría en Informática de Galicia (CPEIG).